# Carlo Rezzonico (cardeal)
Carlo Rezzonico (25 de abril de 1724 — 26 de janeiro de 1799) foi um cardeal italiano, bispo de Porto e Santa Rufina e Carmelengo da Câmara Apostólica

## Biografia
De uma família patrícia. Segundo dos cinco filhos de Aurélio Rezzonico e Anna Giustiniani, era irmão do Cardeal Giovanni Battista Rezzonico (1770). Os outros três irmãos foram Quintilia, Lodovico e Abbondio. Era sobrinho e homônimo do Papa Clemente XIII.
Ordenado por seu tio Carlo Rezzonico, bispo de Pádua, futuro cardeal e papa, provavelmente em 1748. Foi prelado doméstico do Papa Bento XIV. Protonotário apostólico numerário participante, em 3 de março de 1748. Referendário dos Tribunais da Assinatura Apostólica da Justiça e da Graça, em 2 de maio de 1748. Membro da Sagrada Congregação do Conselho Tridentino. Foi vigário de seu tio, o cardeal da igreja titular de San Marco. Presidente da Câmara Apostólica, em 30 de setembro de 1751. Clérigo da Câmara Apostólica, em julho de 1753 a 1758. Abade in commendam dos mosteiros de S. Zeno, Verona e S. Maria, Lunaga, em agosto de 1758.
Criado cardeal e reservado in pectore no consistório de 11 de setembro de 1758, teve seu nome publicado no consistório de 2 de outubro. Recebeu o barrete cardinalício em 5 de outubro e o título de São Lourenço em Dâmaso em 22 de novembro de 1758. Dessa forma, tornou-se Vice-chanceler da Santa Igreja Romana, até 24 de janeiro de 1763 quando é nomeado Camerlengo da Santa Igreja Romana, cargo que exerce até a sua morte, e como tal, Magno Chanceler da Universidade de Roma "La Sapienza". Passou para o título de São Clemente, em 24 de janeiro de 1763. Abade comendatario de Grottaferrata. Passa para o título de São Marcos, em 14 de dezembro de 1772.
Optou pela ordem dos cardeais-bispos e pela sé suburbicária de Sabina, em 15 de março de 1773, mantendo in commendam o título que fora de seu tio. Consagrado bispo em 21 de março, na Basílica de São Marcos, em Roma, pelo cardeal Gian Francesco Albani, assistido por Giuseppe Contesini, arcebispo-titular de Atenas e por Orazio Mattei, arcebispo-titular de Rodes.
Optou pela sé suburbicária de Porto e Santa Rufina, em 29 de janeiro de 1776, tornando-se vice-decano. É nomeado arcipreste da Basílica Patriarcal de Latrão de 1780 até janeiro de 1781. Foi membro de doze congregações da Cúria Romana. Protetor de várias Ordens, entre as quais da Ordem Suprema Militar do Templo de Jerusalém, da Ordem dos Mínimos de São Francisco de Paula, entre outras. Por causa de sua saúde ruim, ele foi o único cardeal a quem foi autorizado a estadia em Roma, quando os franceses invadiram a cidade em 1798.
Morreu em 26 de janeiro de 1799, após sofrer de uma doença muito dolorosa (languore) que o manteve de cama por dois anos. O corpo, vestido com paramentos episcopais e cardinalícios e acompanhado pelo clero, foi levado para ser exposto na igreja de San Marco, onde o funeral dos cânones ocorreu porque as autoridades francesas proibiram a celebração de um funeral cardinalício, e foi enterrado na capela do Beato Gregorio Barbarigo, de sua família, na mesma igreja. Seu irmão, o príncipe Abbondio, ergueu um monumento de mármore em sua memória na capela do Presépio na Basílica Patriarcal de São João Latrão. O monumento foi projetado por Antonio Canova e executado por Antonio d'Este; a inscrição foi composta por Stefano Antonio Morcelli.

## Conclaves
- Conclave de 1769 - participou da eleição do Papa Clemente XIV.
- Conclave de 1774-1775 - participou da eleição do Papa Pio VI.